# Skärsjön (Vissefjärda socken, Småland)
Skärsjön är en sjö i Nybro kommun och Emmaboda kommun i Småland och ingår i Lyckebyåns huvudavrinningsområde. Sjön är 3,1 meter djup, har en yta på 2,2 kvadratkilometer och befinner sig 151 meter över havet. Sjön avvattnas av vattendraget Gusemålabäcken. Vid provfiske har abborre, gädda, mört och sutare fångats i sjön.

## Delavrinningsområde
Skärsjön ingår i det delavrinningsområde (628159-149217) som SMHI kallar för Utloppet av Skärsjön. Medelhöjden är 157 meter över havet och ytan är 11,04 kvadratkilometer. Det finns inga avrinningsområden uppströms utan avrinningsområdet är högsta punkten. Gusemålabäcken som avvattnar avrinningsområdet har biflödesordning 2, vilket innebär att vattnet flödar genom totalt 2 vattendrag innan det når havet efter 75 kilometer. Avrinningsområdet består mestadels av skog (71 %). Avrinningsområdet har 2,21 kvadratkilometer vattenytor vilket ger det en sjöprocent på 20 %.